# Врутци (Илијаш)
Врутци су насељено место у Босни и Херцеговини, у Општини Илијаш, које административно припада Федерацији Босне и Херцеговине. Према прелиминарним подацима пописа становништва 2013. године, у насељу је живело 98 становника.

## Становништво
По последњем службеном попису становништва из 1991. године, у насељу Врутци су живела 184 становника. Сви становници су били Муслимани. Муслимани се данас углавном изјашњавају као Бошњаци.